# Maryse Martin
Maryse Martin, auch Maria Bourintein, (* 14. Dezember 1906 im 11. Arrondissement von Paris; † 18. Mai 1984 ebenda) war eine französische Schauspielerin und Sängerin.

## Leben
Martin wuchs in Amazy im französischen Département Nièvre auf.
Martin war mit Henri Bromont, der aus Clamecy stammt, verheiratet und hatte mit ihm zwei Kinder. 1937 trat sie zum ersten Mal in einer Radiosendung auf.
Ihren ersten Film drehte sie 1948 mit Les Casse-pieds. Die Szene mit ihr wurde aber herausgeschnitten. Ihr Schaffen für Film und Fernsehen umfasst mehr als 60 Produktionen.

## Filmographie (Auswahl)

### Kino
- 1948: Les Casse-pieds
- 1950: Radio X spielt auf (Nous irons à Paris)
- 1951: Musique en tête
- 1951: Paris chante toujours
- 1951: Trois femmes
- 1952: L’amour n’est pas un péché
- 1952: Le Curé de Saint-Amour
- 1953: Kinder der Liebe (Les Enfants de l’amour)
- 1953: Das ist Pariser Leben (C’est… la vie parisienne)
- 1954: Leguignon guérisseur
- 1954: Casse-cou, mademoiselle
- 1954: La Cage aux souris
- 1955: Wenn Mädchen reif zur Liebe werden (Les premiers outrages)
- 1955: Paris Canaille
- 1955: On déménage le colonel
- 1955: Das Mädchen vom 3. Stock (Sophie et le Crime)
- 1956: Mitsou und die Männer (Mitsou)
- 1956: Und die Eltern wissen nichts davon (Les Promesses dangereuses)
- 1956: Straße des Glücks (The Happy Road)
- 1956: L’amour descend du ciel
- 1956: Bonjour jeunesse
- 1956: La Joyeuse Prison
- 1958: L’École des cocottes
- 1958: La P… sentimentale
- 1959: Minute papillon
- 1959: Les Frangines
- 1959: Sklavinnen der Pirateninsel (Marie des Isles)
- 1959: Der Favorit der Zarin (Le Secret du chevalier d’Eon)
- 1960: Lichter von Paris (Boulevard)
- 1961: Mitternachtsmörder (Pleins feux sur l’assassin)
- 1961: La Traversée de la Loire
- 1962: Jusqu’à plus soif
- 1963: Das Ekel von Josefa (Le Magot de Josefa)
- 1964: Les Gorilles
- 1964: Monsieur
- 1965: Déclic et des claques
- 1965: Geld oder Leben (La Bourse et la Vie)
- 1965: Le Dix-septième Ciel
- 1966: Sale temps pour les mouches
- 1969: Bye bye, Barbara
- 1971: La Coqueluche
- 1971: Le Petit Matin
- 1974: Le Polygame
- 1974: Hähne im Dorf (La Soupe froide)
- 1974: En grandes pompes
- 1979: Rien ne va plus

### Fernsehen
- 1967: Les Sept de l’escalier quinze B (Fernsehserie)
- 1967: Saturnin Belloir von Jacques-Gérard Cornu (Fernsehserie)
- 1970: Nadine und die Olympiade (Nanou)Fernsehfilme (Fernsehserie)
- 1971: Sind Sie frei, Mademoiselle (Madame êtes-vous libre?, Fernsehserie)
- 1971: Au théâtre ce soir – De doux dingues
- 1972: Les Chemins de pierre (Fernsehserie)
- 1973: Le Jeune Fabre (Fernsehserie)
- 1975: Jack
- 1976: Nick Verlaine ou Comment voler la Tour Eiffel
- 1978: Claudine (Fernsehfilme)
  - Claudine geht (Claudine en ménage)
  - Claudines Eheleben (Claudine s’en va)
  - Claudine in Paris (Claudine à Paris)
  - Claudine in der Schule (Claudine à l’école)
- 1979: Kommissar Moulin (Commissaire Moulin) (Fernsehserie)
- 1981: Unter der Trikolore (Blanc, bleu, rouge, Fernsehserie)
- 1982: La Chambre des dames (Fernsehserie)
- 1982: Le Féminin pluriel (Fernsehfilm)
- 1982: L’Esprit de famille (Fernsehserie)
- 1984: Mademoiselle Clarisse (Fernsehfilm)
- 1987: Monsieur Benjamin (Fernsehfilm)